# Большой фитиль
«Большой фитиль» — советский полнометражный комедийный сатирический киноальманах, состоящий из восьми новелл и одной интермедии. Снят редакцией всесоюзного сатирического киножурнала «Фитиль» на нескольких киностудиях страны в 1963 году. Художественный руководитель — Сергей Михалков. Премьера киноальманаха состоялась 28 апреля 1964 года.

## Сюжеты
- «Дачурка» — о начальнике базы Иване, сменившем много должностей и рабочих мест, но ухитрившемся с каждого из них взять хоть что-нибудь для своей дачи.
- «Влип» — о воре-домушнике Пете-Петушке, ставшем невольным заложником в закрывшейся квартире, сданной с недоделками бригадой строителей-бракоделов. Спустя время Петя-Петушок, «завязавший» с этим ремеслом и ставший честным строителем, мастерски помог открыть соседке по купе поезда чемодан без ключей.
- «Сон в руку» — о начальнике-взяточнике, который, увидев сон про взятку за подпись, умудрился раздеть до последней нитки хитрого посетителя-кавказца, пришедшего за резолюцией.
- «Гудок» — о председателе колхоза Степане Лукиче, вся деловая энергия которого ушла в обыкновенную показуху, выразившуюся в новом пароходике «Степан Лукич», который не смог тронуться с места, так как весь пар вышел в мощный гудок. В итоге Степан Лукич получил контузию на оба уха и взыскание по партийной линии.
- «Шашки» — о необычном способе игры в купе поезда между попутчиками, где вместо шашек на доске стоят стопки с водкой и коньяком, выпиваемые соперниками после каждой съеденной шашки (смотрите Пьяные шашки).
- «Увертюра» — о дирижёре, который забыл дома манжету и во время выступления неожиданно вспомнил об оставленном в квартире включённом утюге на манжете, вообразив, как из-за этого возник пожар, который он лихо потушил. Из окна проходящего поезда дежурной по переезду была брошена записка с просьбой позвонить в Москву по телефону «01» из-за оставленного включённым электрочайника.
- «Расплата» — о председателе месткома, собиравшем нетрадиционным методом «разбойника с большой дороги» профсоюзные взносы у своих задолжавших коллег.
- «Жалкий жребий» — о бесполезности борьбы с хамовитыми чиновниками, привыкшими затягивать приём посетителей так, что даже вызов на дуэль обиженным посетителем могут утопить в рутине бюрократических проволочек.
- «Интермедия» — с шимпанзе о сатире того времени на джаз и абстрактную живопись, как бессмысленном и вредном направлении для советской культуры.
- «Миллионер» — мультфильм о бульдоге, получившем миллионное наследство от своей усопшей хозяйки в одной из капиталистических стран, и ставшим уважаемым банкиром и влиятельным политиком.

## Съёмочная группа
- Авторы: Эдуард Никандрович Бочаров, Гинряры (М. Гиндин, Г. Рябкин и Ким Иванович Рыжов), Виктор Юзефович Драгунский, В. Иванов, Андрей Кончаловский, Сергей Михалков, М. Рейдель, Андрей Шемшурин, В. Чесноков, Владимир Фетин
- Режиссёры:
  - Мери Ивлиановна Анджапаридзе («Влип»)
  - Эдуард Никандрович Бочаров («Жалкий жребий»)
  - Витольд Янович Бордзиловский, Юрий Александрович Прытков («Миллионер»)
  - Софья Абрамовна Милькина («Дачурка»)
  - Александр Наумович Митта («Сон в руку», «Увертюра»)
  - Владимир Александрович Фетин («Расплата»)
  - Владимир Абрамович Рапопорт («Гудок»)
  - Николай Петрович Фёдоров — мультипликационные титры
- Операторы: Константин Бровин, Вадим Грамматиков, Пётр Катаев, Михаил Кожин, Леонид Косматов, В. Окунев, Лев Рагозин, Михаил Друян, Владимир Рапопорт, Екатерина Ризо, Л. Хвостов
- Художники: Витольд Бордзиловский, Ольга Беднова, П. Веременко, Пётр Галаджев, Б. Каплан, А. Кузнецов, Юрий Прытков, М. Рудаченко, Мария Фатеева, Ирина Шретер
- Звукооператоры: Л. Беневольская, И. Любченко, А. Матвеенко, Н. Озорнов, Н. Прилуцкий, И. Черняховская
- Композиторы: Вениамин Баснер, Никита Богословский, Михаил Меерович, Борис Чайковский
- Дирижёр — Эмин Хачатурян
- Режиссёр по монтажу — Е. Ладыженская
- Художественный руководитель — Сергей Михалков.

## В ролях
Дачурка
- Николай Парфёнов — Иван, заведующий базой
- Геннадий Некрасов — Вася, гость Ивана
- Данута Столярская — официантка в вагоне-ресторане
- Сергей Михалков — дежурный по станции / машинист «экспресса сатирического направления»
- Владимир Прокофьев — пассажир экспресса

Влип
- Юрий Никулин — Петя-Петушок, вор-домушник, позже — строитель
- Зоя Чекулаева — пассажирка с чемоданом

Сон в руку
- Ролан Быков — посетитель-взяткодатель
- Юрий Медведев — чиновник-взяточник

Гудок
- Николай Крючков — Степан Лукич, председатель колхоза
- Павел Павленко — помощник председателя
- Георгий Милляр — капитан парохода
- Вадим Захарченко — попутчик председателя в поезде
- Евгений Кудряшёв — матрос парохода
- Варвара Попова — старушка на пристани

Шашки
- Михаил Пуговкин — выигравший в «шашки»
- Сергей Филиппов — проигравший в «шашки»

Увертюра
- Леонид Быков — дирижёр симфонического оркестра
- Марк Перцовский — скрипач

Расплата
- Сергей Филиппов — Филиппов, неплательщик взносов
- Николай Трофимов — Трофимов, председатель месткома

Жалкий жребий
- Леонид Харитонов — дуэлянт
- Станислав Чекан — водитель Ивана Петровича

Интермедия
- Григорий Шпигель — пожилой пассажир у туалета
- Валентин Брылеев — молодой пассажир у туалета

Нет в титрах
- Константин Немоляев